# 27983 Bernardi
27983 Bernardi (1997 UU24) là một tiểu hành tinh vành đai chính được phát hiện ngày 16 tháng 10 năm 1997 bởi A. Boattini và M. Tombelli ở Cima Ekar.